# Datlovník
Datlovník (Phoenix) je rod čeledi arekovité (Arecaceae), zahrnující 13-14 druhů recentních palem, jejichž přirozený areál výskytu zahrnuje Kanárské ostrovy, Středomoří, Severní a Střední Afriku a jižní okraj Asie (od Malé Asie po Malajsii a Jižní Čínu). Nejznámější zástupci rodu jsou datlovník pravý, hojně pěstovaný kvůli datlím, a datlovník kanárský, oblíbená okrasná rostlina.

## Druhy

### Recentní
- Phoenix acaulis
- Phoenix atlantica (někdy považován za divokou formu druhu datlovník pravý)
- Phoenix andamanensis
- Phoenix caespitosa
- datlovník kanárský (Phoenix canariensis) - hojně pěstován coby okrasná rostlina
- datlovník pravý (Phoenix dactylifera) - hojně pěstován pro datle
- Phoenix loureiroi
- Phoenix paludosa
- Phoenix pusilla
- Phoenix reclinata
- datlovník Roebelenův (Phoenix roebelenii)
- Phoenix rupicola
- Phoenix sylvestris
- datlovník Theofrastův (Phoenix theophrasti)

### Vymřelé
- datlovník český (Phoenix bohemica)